# Cartman mama piszkos múltja
A Cartman mama piszkos múltja (Cartman's Mom Is a Dirty Slut) a South Park című amerikai animációs sorozat tizenharmadik, és az évad utolsó része (az 1. évad 13. epizódja). Elsőként 1998. február 25-én sugározták az Amerikai Egyesült Államokban. Az epizódot Trey Parker írta és rendezte, a forgatókönyvíró David A. Goodman segítségével. Az epizódban Eric Cartman arra próbál választ találni, hogy ki a valódi apja – hamar kiderül, hogy a lehetséges apajelöltek a 12. Ittas Pajtatánc nevezetű mulatság résztvevői között kell keresnie, mert anyja, Liane ekkor esett teherbe. Eközben Stan Marsh, Kyle Broflovski és Kenny McCormick indulnak egy televíziós műsor versenyén, melyben a legmulatságosabb házi készítésű videókat zsűrizik. 
Az epizódban vendégszerepel Jay Leno, aki az eredeti változatban Cartman macskájának hangját kölcsönzi. A Cartman mama piszkos múltja cliffhangerrel végződik: Cartman apjának kilétére eredetileg a második évad első részében derült volna fény, de ehelyett Trey Parker és Matt Stone áprilisi tréfaként a Terrance & Phillip lukam nélkül soha című részt készítette el, melyben egyáltalán nem utalnak Cartman apjának személyére. Ez a lépés azonban sok rajongót feldühített. A Cartman mama piszkos múltja a kritikusok részéről pozitív fogadtatásban részesült.
Cartman kérdésére a Cartman mama újabb sötét titka című epizódban kap választ, de a 14. évad 200 és 201 című részeiben újabb információk derülnek ki Cartman valódi apjáról.

## Cselekmény
Stan, Kyle és Kenny meglátogatja Cartmant, aki napok óta nem jelent meg az iskolában. Amikor felfedezik, hogy Cartman a plüssállataival teázik, az iskolai tanácsadó, Mr. Mackey javaslatára levideózzák Cartmant, hogy Mackey pszichológiai szempontból tanulmányozni tudja a felvételt. Cartman egy közelgő apa-fiú iskolai rendezvény hatására rákérdez az anyjánál, hogy ki is az ő édesapja valójában. Anyja elmeséli neki, hogy évekkel korábban a 12. Ittas Pajtatánc nevű mulatságon lefeküdt az amerikai őslakos Folyóvíz törzsfőnökkel. A törzsfőnök azonban elmondja Cartmannek, hogy az anyja azon az estén kikosarazta őt, és Séf bácsival feküdt le, Séf viszont Mr. Garrisont jelöli meg lehetséges apaként. Mr. Garrison beismeri, hogy intim kapcsolatba került Liane-nel, de hozzáteszi hogy a városban ez szinte mindenkire igaz (ezt hallva Victoria igazgatónő, a polgármester asszony és Maxi atya is bűnbánó pillantásokat vet egymásra). Dr. Mephisto hajlandó lenne DNS-tesztet végezni, azonban ez 3000 dollárba kerülne és Cartmannek nincs ennyi pénze.
Eközben Stan, Kyle és Kenny megtudja, hogy egy televíziós műsor (mely az America's Funniest Home Videos című műsort parodizálja ki) 10 000 dollár főnyereményt ajánl fel a legviccesebb házi készítésű videó beküldőjének. Elhatározzák, hogy beküldik a Cartmanről készített videót, és cserébe felajánlanak neki a nyereményből 3000 dollárt a DNS-teszt elvégzésére. Habár a versenyt nem nyerik meg (a győztes Stan nagyapja lesz, aki videóra vette, ahogy Kennyt halálra gázolja egy vonat), a második helyezésért járó díj éppen fedezi a teszt költségeit. Dr. Mephisto összehívja a város lakosait, akik mind lehetséges apajelöltek Cartman számára (köztük a Denver Broncos csapatát is), hogy bejelentse a teszt eredményét. Amikor azonban erre sor kerülne, a narrátor közli, hogy a rejtélyre csak négy héttel később, a következő részben derül fény.